# Estadio Antiguo Canódromo
El estadio Antiguo Canódromo o centro deportivo municipal Antiguo Canódromo es una instalación deportiva municipal con varios campos de fútbol de hierba artificial donde entrenan y juegan el Club Deportivo Nuevo Puerta Bonita y el  CD Betis San Isidro.

## Ubicación
Hito urbano ubicado en la vía Carpetana, 67 c/v calle Zaida, 16 fronterizo entre los distritos de Latina y Carabanchel, aunque físicamente pertenece a Carabanchel (Madrid).
Está muy cerca del Parque Madrid Río, del río Manzanares, de la ermita de San Isidro o del Estadio Vicente Calderón.

## Construcción
El actual Estadio "Antiguo Canódromo" no fue concebido como estadio de fútbol sino como canódromo para Madrid.
La construcción de la instalación fue promovida por la Sociedad Canódromo Madrileño. 
Fue construido por José Ramón Azpiazu Ordóñez, Pedro Pinto Martínez, José Antonio Torroja Cavanillas (ingeniero), Florencio del Pozo Frutos (ingeniero) y Rafael López Palanco (ingeniero) entre 1960 y 1962.
Su frente principal muestra la osamenta estructural de una completa instalación recreativo-deportiva como legado evidente del experimentalismo de la escuela de Eduardo Torroja en el campo de las bóvedas laminares de hormigón.
Destacan las tribunas como elemento más representativo del conjunto, con cubiertas voladas de hormigón armado según láminas plegadas -cuyos nervios funcionan como elementos rigidizadores- que se posan sobre pórticos, también de hormigón, mediante unión articulada. 
La elaboración de la estructura se efectuó desde posturas oscilantes entre el ensayo empírico y el rigor pragmático, desechándose la idea de cubrimiento a base de una membrana de paraboloides hiperbólicos, lejos por tanto del paradigmático y arriesgado Hipódromo de la Zarzuela.
La tribuna, más densa y pesada aquí que en el hipódromo y bajo cuyo graderío se organiza el programa según modelos canónicos, se muestra en la distancia metafóricamente como el inicio del vuelo de una bandada de aves.

## Canódromo

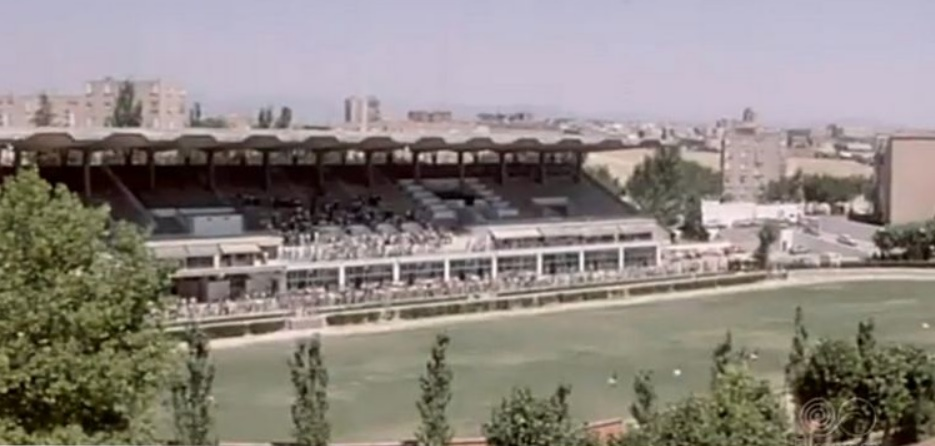
Canódromo

Desde la finalización de las obras hasta muy avanzados los ochenta, el canódromo se llenaba de público todos los fines de semana que hacían apuestas sobre las distintas carreras de galgos. Entre muchas otras pruebas se disputaron diez ediciones del Campeonato de España (1961, 1962, 1963, 1964, 1968, 1972, 1977, 1983, 1985 y 1987).
Con el paso de los años la afición va disminuyendo hasta acabar siendo minoritaria.
En 1989 el Canódromo de Madrid cerró sus instalaciones y la Sociedad Canódromo Madrileño vendió el inmueble al Ayuntamiento de Madrid.

## Velódromo
En 1990 siendo Alcalde Agustín Rodríguez Sahagún y concejal del distrito Manuel Martínez Blanco se acordó que el abandonado canódromo se convirtiese en velódromo para lo cual se realizó un proyecto por los arquitectos Manuel Canalda Piñana, Carlos Revuelta Nohl, José Antonio Torroja Cavanillas (ingeniero) y Jaime Pérez Aciego-Mendoza.

Un proyecto, como todos los de aquellos días de esplendor, que costó más de seis millones de euros, con un importante coste de la madera traída de Camerún, de afzelia, con el objetivo no sólo de tener una superficie resistente –es una de las que mejor aguanta a la intemperie- sino de ser una de las más rápidas del mundo como se repitió hasta la saciedad en aquellos años. Todo ello acompañado por unas gradas capaces de acoger 5.000 espectadores.

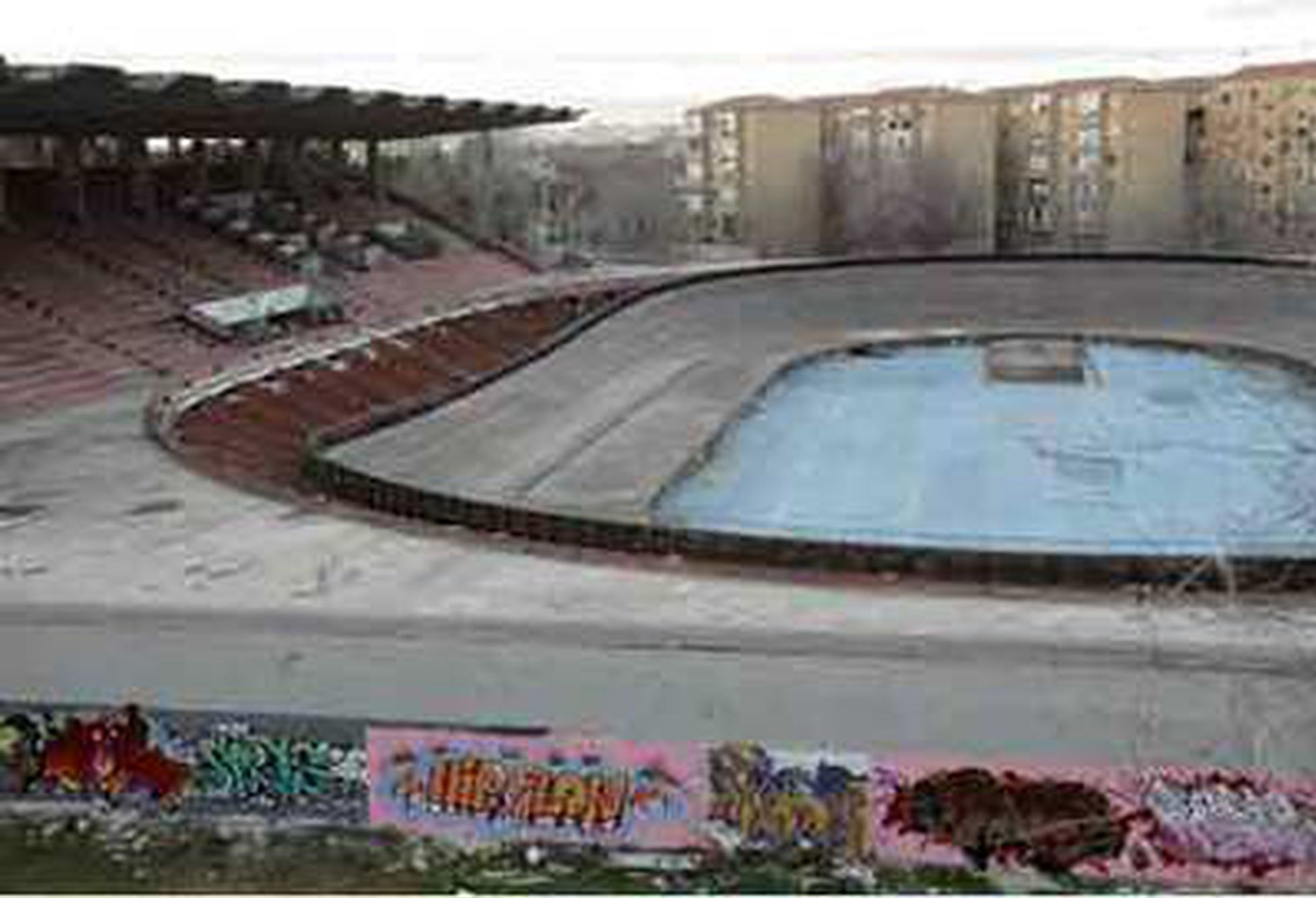
Velódromo

Sin embargo, la instalación nunca llegó a funcionar como velódromo. El Ayuntamiento de Madrid y su Alcalde José María Álvarez del Manzano, no obstante, intentaron que el velódromo llegara a funcionar y llegó a ser incluido como instalación deportiva en la fracasada candidatura de Madrid a los Juegos Olímpicos de 2012.
Posteriormente, el Alcalde Alberto Ruiz Gallardón quitó el velódromo como instalación deportiva de cara a la candidatura olímpica de Madrid 2016 y la fantástica pista de madera sería desmontada en 2005 y guardada en contenedores para su posterior instalación en un pabellón prefabricado próximo al estadio olímpico. Sin embargo, tampoco esta vez Madrid sería la ciudad elegida para organizar los Juegos Olímpicos en 2016 y la pista permanecería guardada sine die.

## Albergue

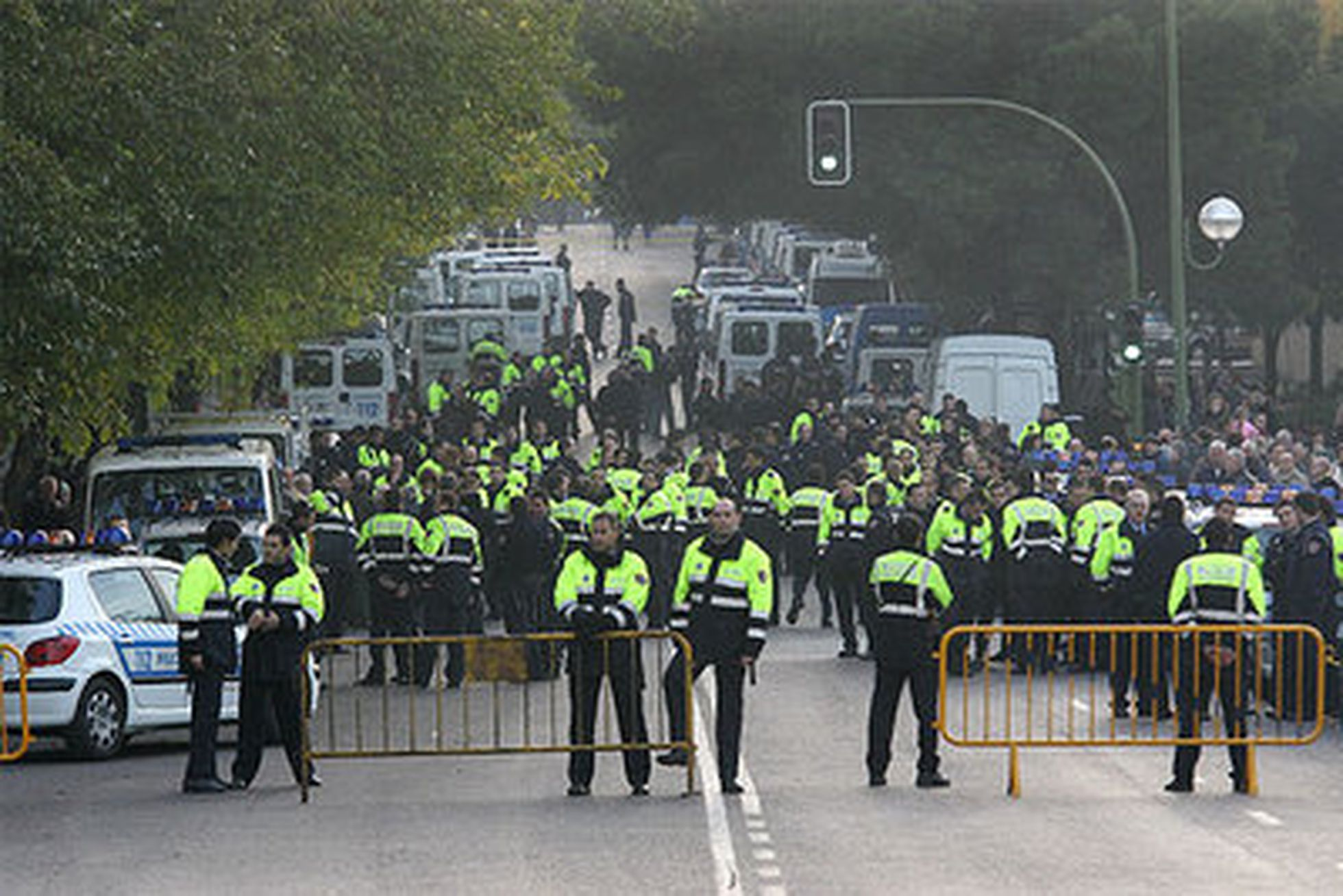
Manifestación

Siguieron quince años de abandono, en los que la madera permaneció a la intemperie. Y el Ayuntamiento no se acordó del velódromo hasta que la ciudad emprendió la carrera olímpica. Carabanchel iba a ser “sede de las pruebas de ciclismo en pista”, auguraban los primeros proyectos. Pronto esta expectativa se esfumó, pues la candidatura prefirió incorporar el velódromo al anillo olímpico -en el entorno de La Peineta. Ningún destino parecía oportuno para el canódromo de Vía Carpetana.
Sin embargo, en el invierno de 2004-05, la Concejalía de Servicios al Ciudadano, dirigida por Ana Botella, futura alcaldesa, decidió instalar en este espacio un centro provisional para personas sin hogar, en el marco de la Campaña contra el frío. Fue este uso impropio el que concitó la protesta de los vecinos, quienes ya escarmentados de haber tenido que convivir con la instalación de un poblado chabolista de casas prefabricadas en el Cerro de la Mica por parte del Ayuntamiento en los años 90 y del tráfico de drogas, no iban a permitir un agravio más, por lo que se movilizaron para evitar la instalación de barracones prefabricados dentro del recinto del canódromo. Tras reunirse más de mil personas en la entrada, la concejala de servicios al ciudadano organizó un despliegue policial de más de un centenar de agentes, algo nunca visto en la capital, a fin de permitir el paso de los camiones municipales, lo que trajo como consecuencia la reacción de los vecinos con continuas manifestaciones y cortes diarios de la calle Vía Carpetana y aledañas, colapsando el tráfico en hora punta. Ello motivó el consiguiente debate respecto al futuro del recinto. En un barrio con notables carencias de espacios culturales y deportivos, contemplar cómo un velódromo que iba a ser olímpico terminaba convertido en solar para un albergue resultó excesivo.

## Estadio de fútbol del Club Deportivo Puerta Bonita
El antiguo canódromo quedó sin ningún tipo de proyecto y siguió en un estado de abandono y de deterioro. 
Las sombras de la negligencia sobrevolaron el carácter estructuralista de esta construcción al suspenderse la remodelación prevista que contemplaba su cubrimiento y la acogida de 6500 espectadores para velódromo.[cita requerida]

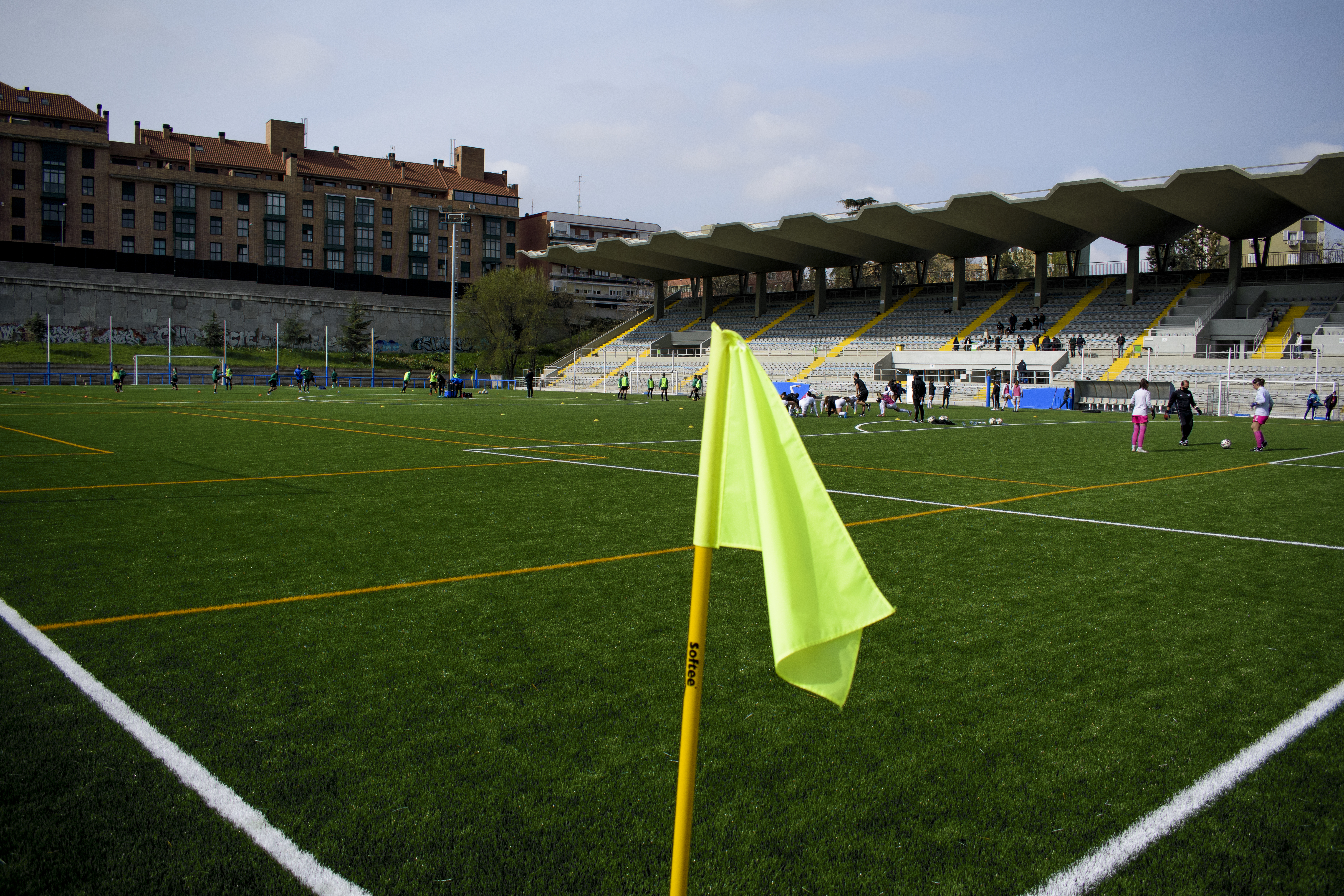
Estadio Antiguo Canódromo de Madrid, en marzo de 2021

Ante esta situación el concejal del distrito Carlos Izquierdo propuso a Manuel Campa, Presidente del Club Deportivo Puerta Bonita, la construcción de un estadio de fútbol con el campo de césped artificial siempre y cuando se trasladaran de su actual campo, "El Hogar", a esta nueva instalación, lo que además iba a permitir al Club Deportivo Puerta Bonita dar un salto cualitativo muy importante en cuanto a sus instalaciones y a su futuro.
El proyecto del nuevo Centro Deportivo Municipal "Antiguo Canódromo" lo llevó a cabo Jaime Pérez Aciego-Mendoza en 2007. Y consistió en la remodelación de la marquesina, la impermeabilización de los graderíos y la instalación bajo las gradas de una zona de vestuarios, así como la acogida de un campo de fútbol profesional y otros de entrenamiento.
El estadio Antiguo Canódromo se inauguró el 15 de mayo de 2007 con la presencia del concejal Carlos Izquierdo con un partido contra el Real Madrid Castilla entrenado por Míchel González.

## Centro deportivo municipal Antiguo Canódromo
En 2016 el Ayuntamiento de Madrid detectó unas deficiencias estructurales y decretó su cierre para acometer las reformas necesarias en las gradas y marquesinas.
En mayo de 2018 se decidió el cambio de modelo a una gestión municipal directa por parte del Ayuntamiento de Madrid, con la cesión de espacios deportivos para partidos y entrenamientos a los clubes Club Deportivo Nuevo Puerta Bonita, y CD Betis San Isidro.
El 27 de marzo de 2019, tras la finalización de las obras y trabajos para la rehabilitación del estadio, se reinició la actividad deportiva en esta instalación municipal.